# گردان اسپارتا
گردان اسپارتا (انگلیسی: Sparta Battalion) یک واحد نیروهای ویژه از ارتش ۵۱ ترکیبی گارد نیروهای مسلح روسیه است. تا سال ۲۰۲۳ این واحد بخشی از واحد نظامی شبه‌نظامیان مردمی روسیه از جمهوری خلق دونتسک روسیه در شرق اوکراین بود. این واحد در جنگ دونباس و تهاجم روسیه در سال ۲۰۲۲ علیه نیروهای مسلح اوکراین جنگیده است. این گردان که در سال ۲۰۱۴ تشکیل شد، در ابتدا توسط آرسن پاولوف تا زمان مرگش در اکتبر ۲۰۱۶ و سپس توسط ولادیمیر ژوگا تا زمان مرگش در مارس ۲۰۲۲، رهبری می‌شد.
گردان اسپارتا در نبرد ایلووایسک و نبرد دوم فرودگاه دونتسک و چندین نبرد دیگر شرکت داشت. طبق گزارش فارن پالیسی، گردان اسپارتا «به بی‌رحمی شهرت دارد». این گردان در دونباس مرتکب جنایات جنگی شده است، همچنین به عنوان یک یگان ملی‌گرای افراطی روسی توصیف شده است و «نگاه اروپایی به رادیکالیزاسیون» خاطرنشان می‌کند که از ترکیبی از نمادهای امپراتوری روسیه و «نمادهای فرهنگ نظامی اسپارتی، که از محرک‌های شناخته‌شده راست افراطی هستند» استفاده می‌کند.